# Babataj (stacja kolejowa)
Babataj (kaz. Бабатай; ros. Бабатай) – stacja kolejowa w miejscowości Babataj, w rejonie Arszały, w obwodzie akmolskim, w Kazachstanie. Położona jest na linii Astana – Szu, na trasie Nowego Jedwabnego Szlaku.